# 947 Monterosa
947 Monterosa је астероид главног астероидног појаса са пречником од приближно 26,90 .
Афел астероида је на удаљености од 3,440 астрономских јединица (АЈ) од Сунца, а перихел на 2,058 АЈ. 
Ексцентрицитет орбите износи 0,251, инклинација (нагиб) орбите у односу на раван еклиптике 6,708 степени, а орбитални период износи 1665,220 дана (4,559 године). 
Апсолутна магнитуда астероида је 9,80 а геометријски албедо 0,293.
Астероид је откривен 8. фебруара 1921. године.